# Riva (gruppo musicale jugoslavo)
I Riva erano un gruppo musicale pop jugoslavo da Zara, ora in Croazia, in voga verso la fine degli anni ottanta.
Il gruppo debuttò allo Zagrebfest del 1988. La loro canzone Rock Me vinse l'Eurovision Song Contest 1989 in Svizzera, con 137 punti. Originariamente composta in croato, fu interpretata in lingua inglese e fu la prima vetrina internazionale del genere rock croato
Nel 1990 iniziarono una serie di concerti e di apparizioni televisive per promuovere il loro secondo disco, Srce laneta, in Germania, Austria, Svizzera, Belgio e Svezia. La band si sciolse nel 1991, mentre l'insorgere delle Guerre jugoslave li obbligò a diradare gradualmente le uscite pubbliche in patria.
La voce solista Emilija Kokić intraprese poi la carriera da solista in Croazia.

## Membri
- Emilija Kokić, voce
- Dalibor Musap, tastiera e voce[2]
- Zvonimir Zrilić, chitarra e voce
- Nenad Nakić, basso
- Boško Colić, batteria

## Discografia

### Album registrati in studio
1. Rock me - 1989, Koch Records International
2. Riva - 1989, Jugoton
3. Srce laneta - 1990, Jugoton

### Singoli
1. Rock me (1989, Koch Records International)
2. Suzo moja piši / Meni mama ne da da... (1990, Jugoton)
3. It's good (?, Koch Records International)